# Monasterio de Emaús
El Monasterio de Emaús (en checo: Emauzský klášter) es una abadía fundada en 1347 en Praga, República Checa. El área estaba destinada a convertirse en el único monasterio benedictino del reino de Bohemia y toda la Europa eslava. Durante la Segunda Guerra Mundial, el monasterio fue capturado por la Gestapo y los monjes fueron enviados al campo de concentración de Dachau, a continuación, en febrero de 1945 fue casi destruida por el bombardeo estadounidense en Praga el 14 de febrero de 1945. El techo moderno con campanarios se añadió en 1960. El claustro gótico tiene frescos originales descoloridos con trozos de simbolismo pagano del siglo XIV.